# 威廉·配第
威廉·配第（英語：William Petty，1623年5月27日—1687年12月16日），哲学家，英国古典经济学家。

## 生平
威廉出生於一個布商（手工业者）家庭，大學時期曾分別於阿姆斯特丹、巴黎和牛津學醫，从事过很多职业：商船上的服务员与水手，医学解剖学教授、音乐教授。威廉取得醫學博士後，到了倫敦大學執教，並被選為佈雷塞諾斯學院副校長。後來，他擔任英國駐愛爾蘭總督的隨軍侍从醫生，開始其政治生涯。他之後出任了愛爾蘭土地分配總監，给自己取得了5万英亩土地。又當選為愛爾蘭國會議員。查理二世上任後，封威廉為男爵。不過當詹姆斯二世繼位後，威廉得不到君主的賞識，自此退出政壇。晚年时候，拥有27万英亩土地的大地主，先后还创办了渔场、冶铁等企业。
他有一种强烈的人文关怀精神，利用业余时间研究、调查社会经济现象和问题，就有关国计民生的重大问题对英国决策者经常提些经济政策建议。而且他还认为应该尽快就此建立一门新学术，他称之为“政治算术”。因此，他被马克思誉为（英国资产阶级古典）“政治经济学之父”，但马克思也对威廉的人品颇有不满，称他“是个轻浮的、掠夺成性的、毫无气节的冒险家”。